# Parachorius thomsoni
Parachorius thomsoni är en skalbaggsart som beskrevs av Edgar von Harold 1873. Parachorius thomsoni ingår i släktet Parachorius och familjen bladhorningar. Inga underarter finns listade i Catalogue of Life.